# Teodor Marian
Teodor Marian (* 1904; † unbekannt) war ein rumänischer Rugbyspieler.

## Erfolge
Teodor Marian nahm an den Olympischen Sommerspielen 1924 in Paris teil, bei deren Rugbywettbewerb lediglich drei Mannschaften im Stade Olympique in Colombes antraten. In der ersten Partie gegen Frankreich unterlagen die Rumänen, nach unterschiedlichen Angaben, mit 3:63 oder 3:59, die einzigen Punkte erzielte Teodor Florian. Tags darauf verlor die rumänische Nationalmannschaft mit 0:37 auch die Begegnung gegen die Vereinigten Staaten. In den beiden Partien kam Marian auf der Position des Zweite-Reihe-Stürmers zum Einsatz. Trotz der beiden klaren Niederlagen erhielten die Rumänen mangels weiterer teilnehmender Mannschaften als Drittplatzierte die Bronzemedaille und gewannen damit die erste Medaille in Rumäniens olympischer Geschichte. Neben Marian gehörten noch Dumitru Armășel, Teodor Florian, Gheorghe Benția, Ion Gîrleșteanu, Nicolae Mărăscu, Sorin Mihăilescu, Paul Nedelcovici, Iosif Nemeș, Eugen Sfetescu, Mircea Sfetescu, Soare Sterian, Atanasie Tănăsescu, Mihai Vardală, Paul Vidrașcu und Dumitru Volvoreanu zur Mannschaft.
In Rumänien spielte Marian für den Bukarester Verein Tennis Club Român. Die beiden Spiele bei den Olympischen Spielen waren Marians einzige Einsätze für die Nationalmannschaft.